# Skladištenje podataka
Skladištenje podataka (eng. data warehousing) je metoda kojom se analizira i obrađuje velika količina podataka za potporu odlučivanju i upravljanju u poduzeću.
Jedna je od metoda poslovne inteligencije.